# Bad Gastein
Bad Gastein (tyskt uttal: [baːt ɡasˈtaɪn]) är en ort och kommun i förbundslandet Salzburg i Österrike. Kommunen har 4 043 invånare (2024), på en yta av 170,60 km². Orten är belägen mellan 840 och 1 200 meter över havet. Höjdskillnaderna inom centrala Bad Gastein är mycket stora, vilket även präglar ortscentrumet.

## Historia
Orten hette tidigare Wildbad och därefter Wildbad Gastein. När kommunen bildades i mitten av 1800-talet fick den namnet Wildbad-Böckstein. Mellan åren 1906 och 1996 hette kommunen Badgastein. Sedan januari 1997 heter kommunen Bad Gastein.
Under romartiden var området runt nuvarande Bad Gastein inte bebott, men genom dalen gick romerska handelsvägar. Gasteindalen började befolkas runt år 700. År 1389 byggdes Nikolauskyrkan.
Redan på 1200-talet började ortens källor att användas för bad och kurer. Badgästerna bodde i området runt kyrkan och så småningom kom Gasteindalen att delas in i Dorf (byn), Hof (gården) och Bad (badet). Den förste kände kurgästen var hertig Fredrik V av Kärnten (från 1440 känd som den tysk-romerske kejsaren Fredrik III) år 1436.
På 1300-talet började också gruvbrytningen i Gasteindalen och de omgivande bergen. Det var framför allt guld och silver som bröts. På 1700-talet uppstod gruvbyn Böckstein. År 1765 färdigställdes kyrkan i Böckstein.
I början på 1790-talet byggdes det första kurhotellet i Bad Gastein, Badeschloss. År 1803 upphörde furstärkebiskoparnas makt över området och under några år var Gasteindalen först franskt och sedan bayerskt för att 1816 bli en del av Österrike. Under 1800-talet byggdes ett flertal hotell och kurorten besöktes av kejsare och kungligheter från olika länder i Europa.
Åren 1901-1909 byggdes järnvägen (Tauernbahn) vilket ledde till ett nytt uppsving för kurturismen. År 1947 byggs den första skidliften i orten och på 1950-talet började vintersportturismen få stor betydelse för näringslivet. År 1958 hölls skid-VM i Badgastein.

## Geografi
Bad Gastein ligger i Alperna, i den sydligaste delen av Gasteindalen vid foten av bergen Graukogel och Stubnerkogel. En del av kommunen ligger inom nationalparken Hohe Tauern. Genom kommunen flyter Gasteiner Ache som bildar ett av Österrikes högsta vattenfall med en fallhöjd på över 300 meter. Gasteiner Ache bildas av Anlaufbach och Nassfelder Ache som har sina källor i nationalparken Hohe Tauerns kärnområde. Gasteiner Ache mynnar ut i floden Salzach strax utanför Gasteindalen.
Bad Gastein är beläget söder om grannkommunerna Bad Hofgastein och Dorfgastein.

## Näringsliv
Bad Gasteins näringsliv domineras av turismen. Det är framför allt termalvattnet som har gjort orten känd som kurort. Det finns cirka 7 500 hotellsängar i kommunen. Varje dag strömmar cirka 5 miljoner liter varmt termalvatten ur källorna i de omgivande bergen med en temperatur runt 44–47 grader. Termalvattnet leds in i de större kurhotellen.
Under vinterhalvåret är detta en stor skidort och på sommaren är det vandring i bergen som gäller. Det finns möjlighet till skidor både utför och på längden men även till spa på ett flertal spaanläggningar i och runt Bad Gastein.
I området finns det vintertid skidbackar för de flesta nivåer även om det är de röda backarna som dominerar. Det finns dessutom möjlighet till skidbussar mellan de olika anläggningarna i Gasteindalen. Förutom i Bad Gastein finns skidanläggningar i Dorfgastein, Bad Hofgastein och Sportgastein (Nassfeld). En del av topparna förbinds genom de olika liftsystemen. Särskilt Bad Gastein och Bad Hofgastein är sammanbundna med liftsystem. Den högsta punkten ligger i Sportgastein och är 2 686 meter över havet. I Bad Hofgastein finns dalens längsta backe som är röd och cirka 14 kilometer lång.
I Bad Gastein finns ett flertal hotell. De äldsta hotellen är Badeschloss och Hotel Straubinger nära det kända vattenfallet. Ett av de största hotellen är Grand Hotel de l'Europe som även inrymmer ortens kasino. För svenska turister är Hotel Salzburger Hof som uppfördes 1889–1907 av den italienske byggmästaren Angelo Comini känt, liksom Hotel Wildbad, Hotel Post och Hotel Gisela, vilka är andra hotell från 1800-talet som Comini byggde och som fortfarande dominerar Bad Gasteins stadsbild.

## Bildgalleri

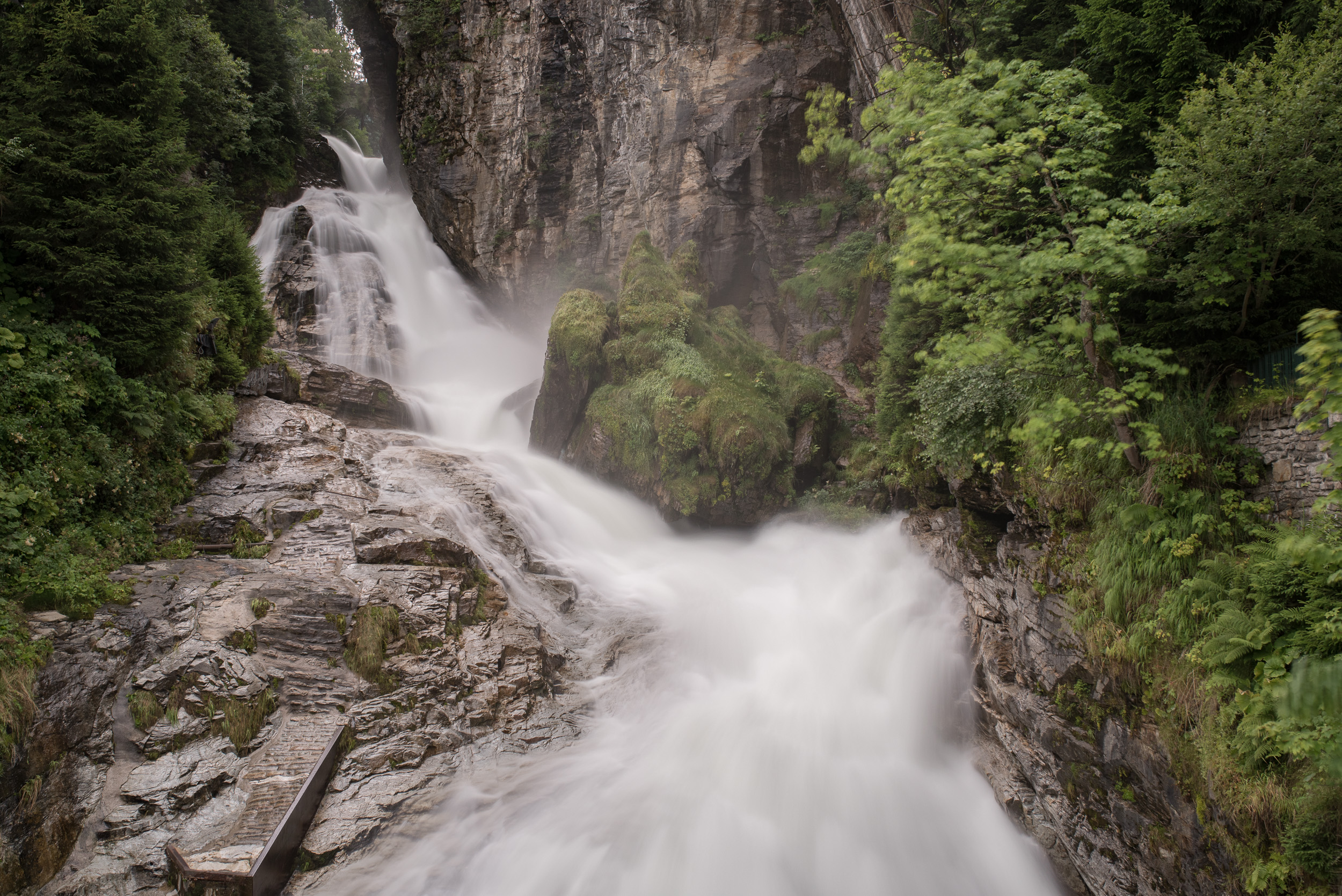
Gasteiner Wasserfall.
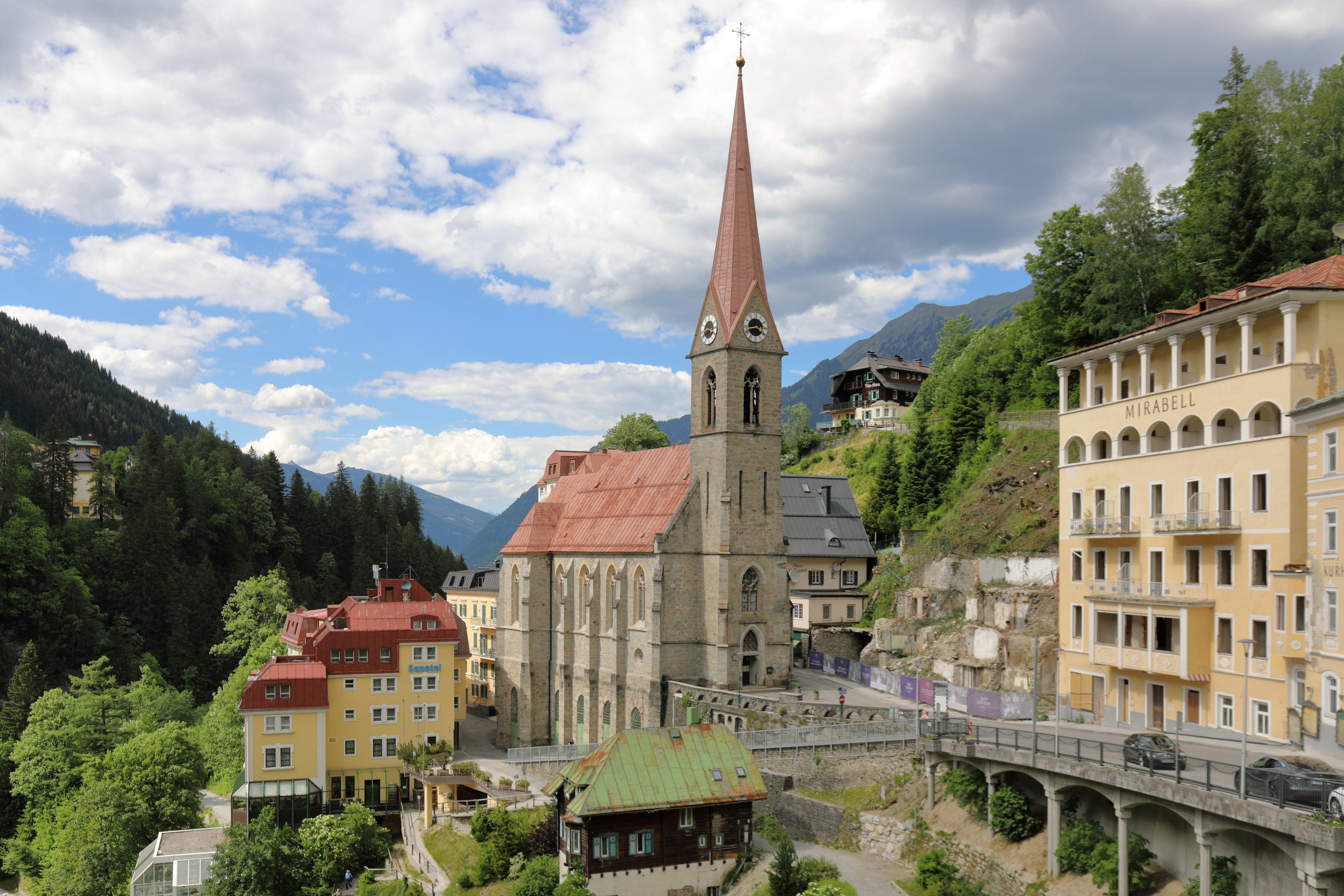
Romersk-katolska församlingskyrkan.
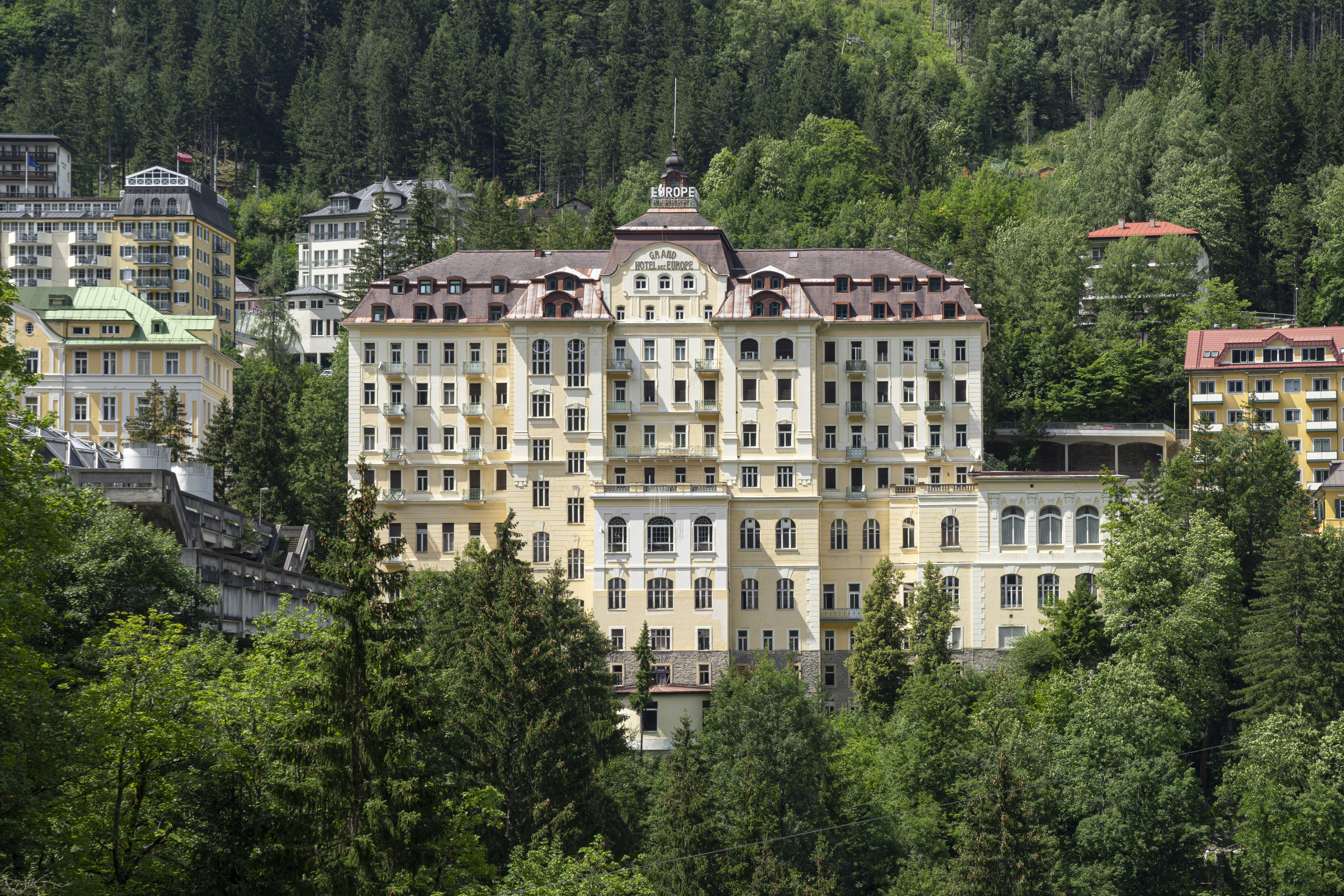
Grand Hotel de l'Europe, år 2021.
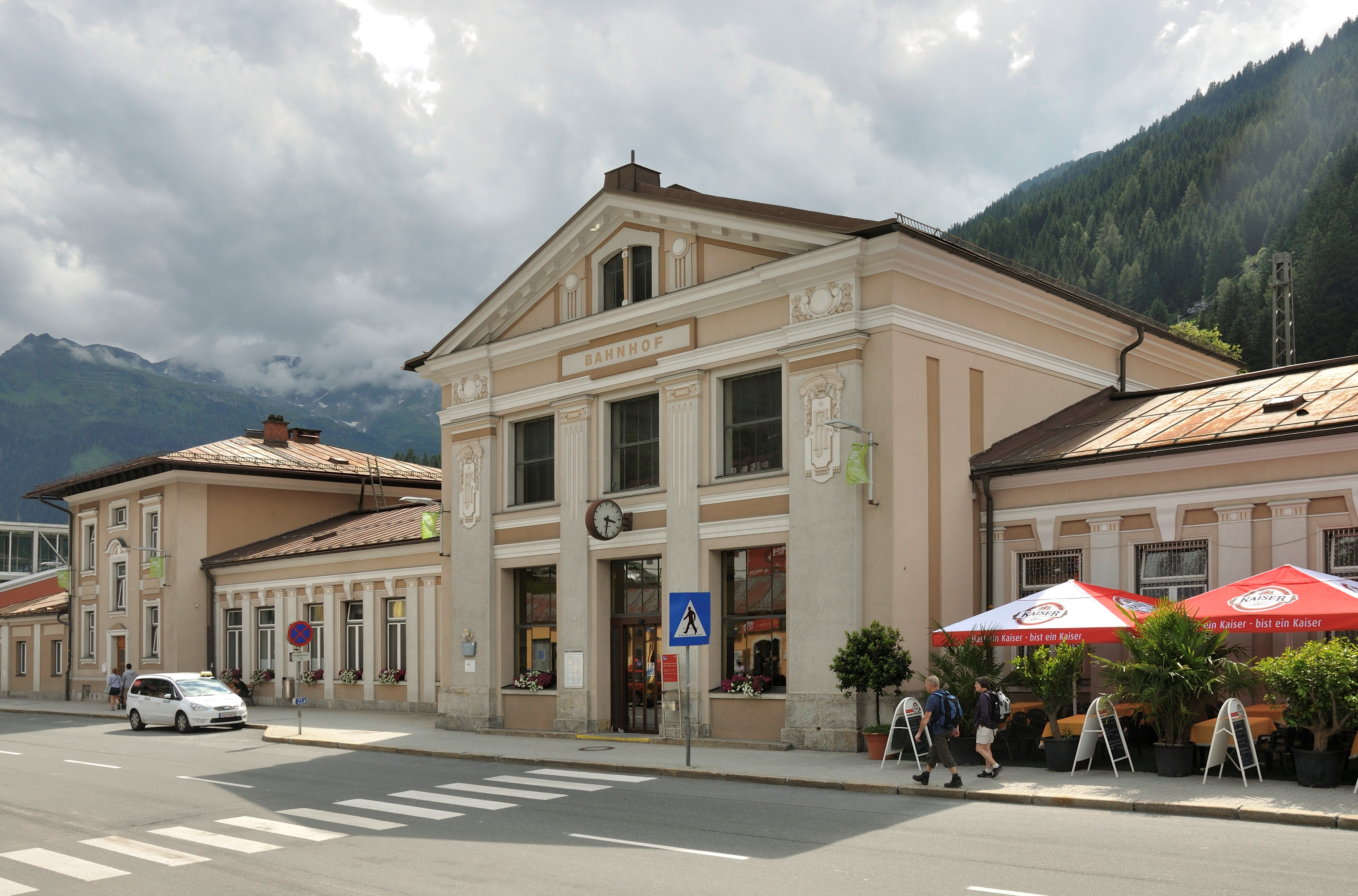
Järnvägsstationen i Bad Gastein.